# ヘドラーの山
「ヘドラーの山」（ヘドラーのやま）とは、1994年10月 - 11月に、NHKの音楽番組『みんなのうた』で放送された楽曲。作詞・作曲・編曲：林哲司、歌：細川たかし、森の木児童合唱団。シングルは1994年11月21日発売、B面はお地蔵さんロンド。

## 解説
前年（1993年）に「環境基本法」が公布・施行された時期に発表された歌で、山から生まれた怪獣「ヘドラー」が町へ現れ、町のゴミを食べてどんどん大きくなるも、最後は清掃員にゴミを片付けられて、餌のなくなったヘドラーはしぼんでしまうという内容。細川には珍しいラテンリズムの楽曲。細川は1979年8月・9月放送「大蓮華讃歌」以来、15年強ぶりの『みんなのうた』出演だが現在のところ本曲が最後。
放送ではオリジナル版よりかなり短縮して歌われた。オリジナル版は細川所属の日本コロムビア発売の『みんなのうた』関連CDで聴ける。また、2004年、2011年にNHKエンタープライズから発売されたDVD-BOX「NHKみんなのうた DVD-BOX」の「DISC.11 第11集」に、映像が収録されている。
初回放送から2年後の1996年10月 - 11月に初めての再放送、その後も4回再放送されている。